# Tavernole sul Mella

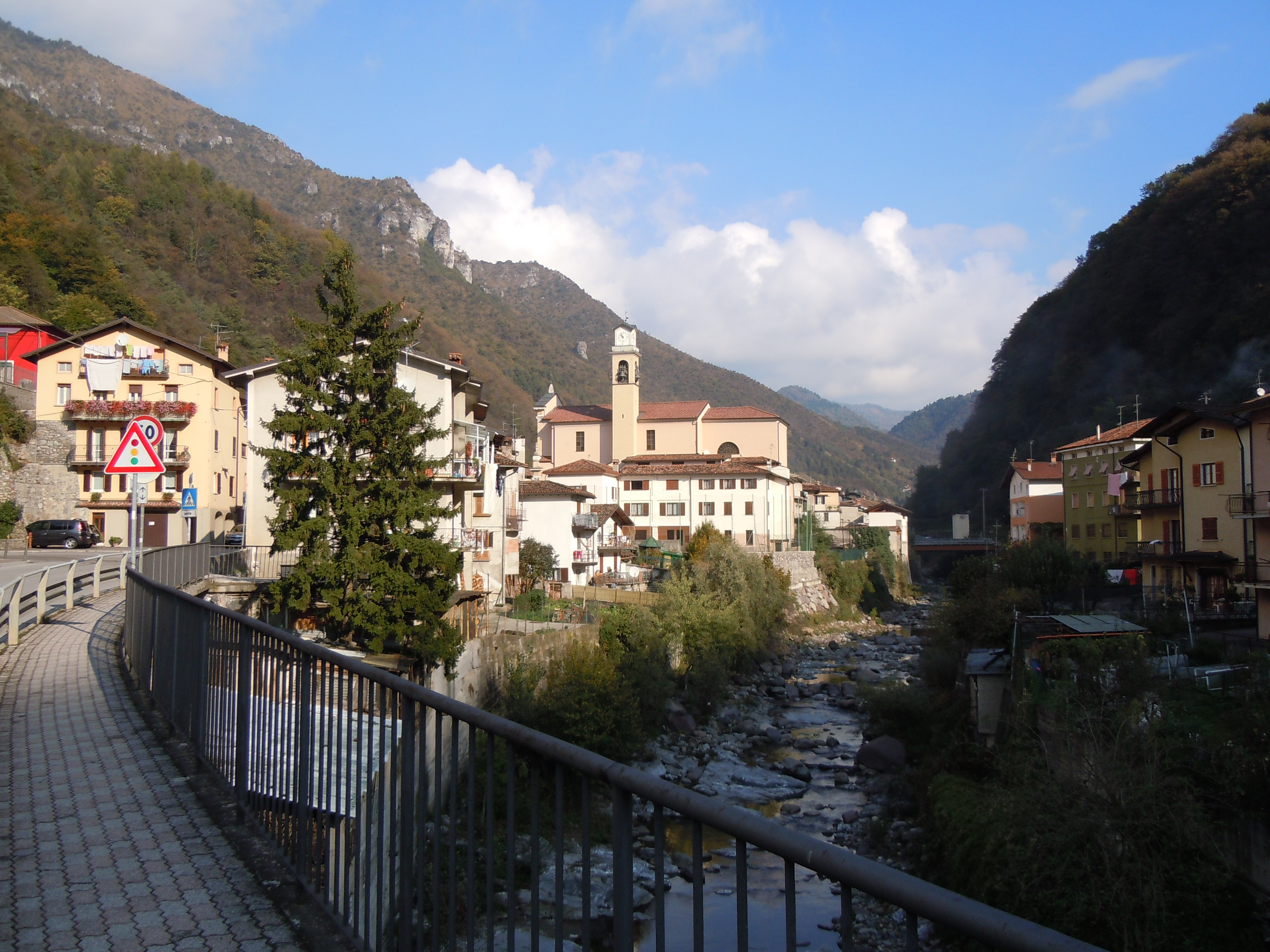
Panorama von Tavernole

Tavernole sul Mella ist eine norditalienische Gemeinde (comune) mit 1204 Einwohnern (Stand 31. Dezember 2023) in der Provinz Brescia in der Lombardei. Die Gemeinde liegt etwa 23,5 Kilometer nördlich von Brescia im Val Trompia an der Mella.
1927 entstand die Gemeinde durch die Zusammenlegung der heutigen Ortsteile Cimmo, Marmentino und Pezzoro. Marmentino wurde 1955 eigenständige Gemeinde.